# Canada ai Giochi della IV Olimpiade
Il Canada partecipò ai Giochi della IV Olimpiade che si sono svolti a Londra dal 25 agosto all'11 settembre 1908, con una delegazione di 87 atleti impegnati in undici discipline.